# Scherzi musicali

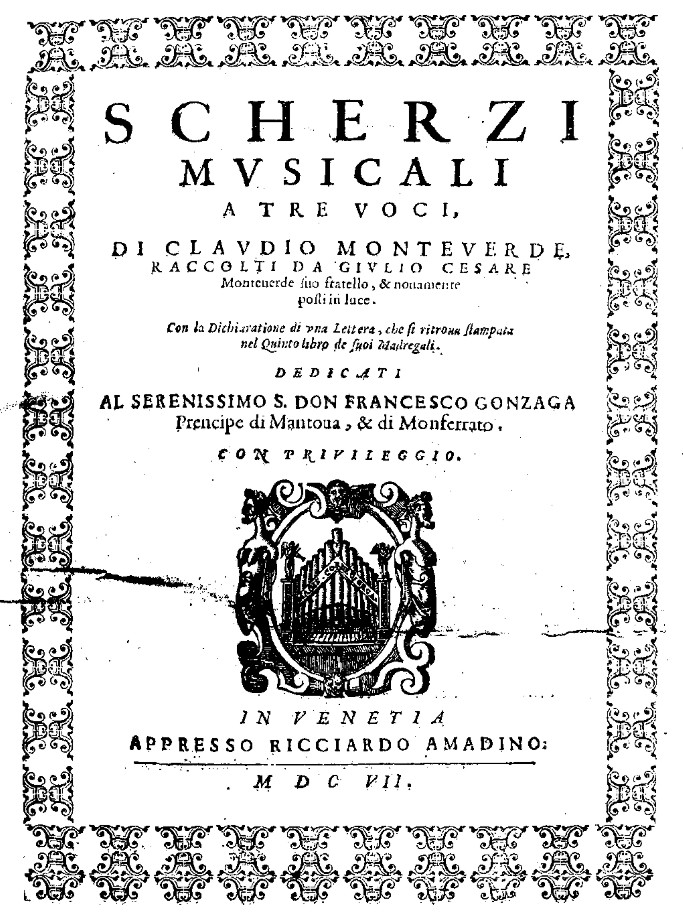
Scherzi musicali (1607). Титульная страница первого издания

Scherzi musicali (с итал. — «Музыкальные шутки») — два сборника светской вокальной музыки Клаудио Монтеверди, опубликованные в Венеции в 1607 (по каталогу SV 230–245) и 1632 (SV 246-251) годах. Несмотря на заглавие, обещающее «лёгкую» музыку, оба сборника содержат разные по жанру сочинения в стиле второй практики, преимущественно небольшого размера.

## Краткая характеристика
Первый сборник под названием Scherzi musicali был опубликован в Венеции в 1607 году. Он написан для трёх голосов (2 сопрано и баса), двух скрипок и basso continuo. Состоит из 16 разных в стилевом отношении пьес, главным образом, в жанре мадригала, на стихи Габриелло Кьябреры, Ансальдо Чеба и других поэтов. В конце сборника опубликовано «Разъяснение послания [Клаудио Монтеверди], опубликованного в его Пятой книге мадригалов», написанное его братом Джулио Чезаре. Этот небольшой текст — важный исторический документ, раскрывающий детали полемики вокруг второй практики в Италии на рубеже XVI и XVII веков.
Второй сборник под названием Scherzi musicali, опубликованный в Венеции в 1632 году, содержит 7 пьес для одного или двух голосов и basso continuo, на стихи Оттавио Ринуччини и других поэтов. В стилевом отношении второй сборник также пёстрый: он содержит строфические песни с basso continuo для голоса соло, но также более сложные пьесы с использованием мелизматики, имитаций, остинато (гармонического и басового), хроматических ходов в мелодии (например, в «Et è pur dunque vero») и др. Чакона для 2 теноров и basso continuo «Zefiro torna e di soavi accenti», SV 251 (перепечатана в посмертной 9-й книге мадригалов Монтеверди Madrigali e canzonette...Libro nono, 1651) приобрела большую популярность у аутентистов и ценителей старинной мпузыки.

## Рецепция
Уже в 1608 году на сборник отреагировал постоянный оппонент Монтеверди Дж. Артузи, опубликовавший (под псевдонимом Антонио Браччино) полемический трактат под названием «Discorso secondo musicale di Antonio Braccino da Todi per la dichiaratione della lettera posta ne' Scherzi musicali del Sig. Claudio Monteverde» (Venetia, 1608).
Согласно музыковеду Роджеру Бауэрсу, музыка первого сборника отражает «скромность ресурсов [мантуанского] князя. Тем не менее, это самая ранняя публикация для голосов и [такого как в сборнике] особенного оформления инструментального сопровождения».
В 2008 году в Бельгии основан ансамбль старинной музыки Scherzi musicali, специализирующийся на музыке позднего Возрождения и раннего барокко.

## Содержание сборника 1607 года
- I bei legami che stami intorno, SV 230
- Amarilli onde m'assale, SV 231
- Fugge il verno dei dolori, SV 232
- Quando lalba in oriente, SV 233
- Non così tosto io miro, SV 234
- Damigella tutta bella, SV 235
- La pastorella mia spietata e rigida, SV 236
- O rosetta, che rosetta, SV 237
- Amorosa pupilletta che saetta, SV 238
- Vaghi rai di cigli ardenti, SV 239
- La violetta chen su lherbetta, SV 240
- Giovinetta ritrosetta, SV 241
- Dolci miei sospiri, SV 242
- Clori amorosa damor rubella, SV 243
- Lidia spina del mio core, SV 244
- Balletto: De la bellezza le dovute lodi, SV 245 (баллетто)

## Содержание сборника 1632 года
- Maledetto sia l'aspetto, SV 246
- Quel sguardo sdegnosetto, SV 247
- Era già tutta mia, SV 248
- Ecco di dolci raggi il sol armato, SV 249
- Lo che'armato sin hor, SV 249a
- Et è pur dunque verò, SV 250
- Zefiro torna e di soavi accenti, SV 251

## Избранная дискография
- Monteverdi. Scherzi musicali (M.Chr. Kiehr / S. MacLeod / Concerto Soave